# Dwie bajki (film 1962)
Dwie bajki (ros. Две сказки) – radziecki krótkometrażowy film animowany z 1962 roku w reżyserii Leonida Amalrika. Przedstawia dwie bajki Władimira Sutiejewa Jabłko (Яблоко) i Tyczka pomocniczka (Палочка-выручалочка).

## Obsada głosowa
- Gieorgij Wicyn jako Zając
- Aleksiej Gribow jako Niedźwiedź
- Jelena Ponsowa jako Lisica
- Jurij Chrżanowski